# Giovanni Durando

Giovanni Durando (Mondovì, 23 giugno 1804 – Firenze, 27 maggio 1869) è stato un patriota, generale e politico italiano, capo dell'Esercito dello Stato della Chiesa nella prima guerra d'indipendenza italiana.

## Biografia
Era fratello del patriota Giacomo Durando e del beato Marcantonio Durando. Suddito sardo, l'11 aprile 1822 entrò fra le Guardie del corpo di Vittorio Emanuele I di Savoia, divenendo sottotenente nel 1826. Di orientamento liberale moderato, partecipò ai moti rivoluzionari in Piemonte del 1831, in seguito ai quali fu costretto a rifugiarsi all'estero assieme al fratello Giacomo. Prestò servizio nella legione straniera belga, che combatteva per ottenere l'indipendenza del Belgio cattolico dall'Olanda, in qualità di sottotenente (1832), combatté in Portogallo, al servizio di don Pedro, in qualità di capitano dei Cacciatori di Porto (1833-1838), e infine in Spagna nella guerra contro i carlisti, nel corso della quale ottenne il grado di generale.
Rimpatriato ai primi del 1842, dal 24 marzo 1848 assunse il comando delle truppe pontificie al servizio di papa Pio IX. Nell'aprile del 1848, trovandosi a sud del Po nei territori pontifici, ignorando gli ordini di Pio IX che non voleva combattere contro la cattolica Austria, attraversò il Po e si recò nel Veneto insorto contro gli austriaci, assumendo anche l'incarico, per conto di Carlo Alberto, di coordinare i volontari veneti, e partecipando così alla prima guerra d'indipendenza italiana. Incapace di contrastare l'avanzata delle truppe austriache di Laval Nugent, fu bloccato a Vicenza, ove fu costretto alla resa, causa la grande disparità delle forze in campo (10 giugno 1848), ottenendo l'onore delle armi, il permesso di rientrare nei territori pontifici e la promessa dell'assenza di ritorsioni contro i vicentini. Accettando, il generale giurò che non sarebbe tornato a combattere prima di tre mesi. Sconfessato da Pio IX e discussoper avere con la sua resa alleggerito la pressione della coalizione italiana contro le forze austriache, fu però assolto pienamente, tanto da essere nominato aiutante di campo di Carlo Alberto (5 ottobre 1848) e partecipò alla battaglia di Novara (1849) al comando di una divisione. Fu eletto deputato al parlamento di Torino nelle elezioni del 1848 e del 1849.
Comandante generale della Divisione militare dell'isola di Sardegna (1851-1852), combatté poi nella guerra di Crimea, distinguendosi nella battaglia della Cernaia, e nelle due successive guerre di indipendenza a San Martino (1859) e a Custoza (1866). Fu presidente del Tribunale supremo di guerra (1867-1869). Fu nominato senatore il 29 febbraio 1860 (VII legislatura del Regno di Sardegna). Nel 1861 partecipò alla campagna contro il brigantaggio nell'Italia meridionale.
In suo onore, dopo l'annessione del Veneto all'Italia, vennero intitolate una caserma, ex convento di San Silvestro, a Vicenza e una a Mondovì (CN), entrambe dismesse dopo la sospensione del servizio di leva obbligatorio.

## Bibliografia

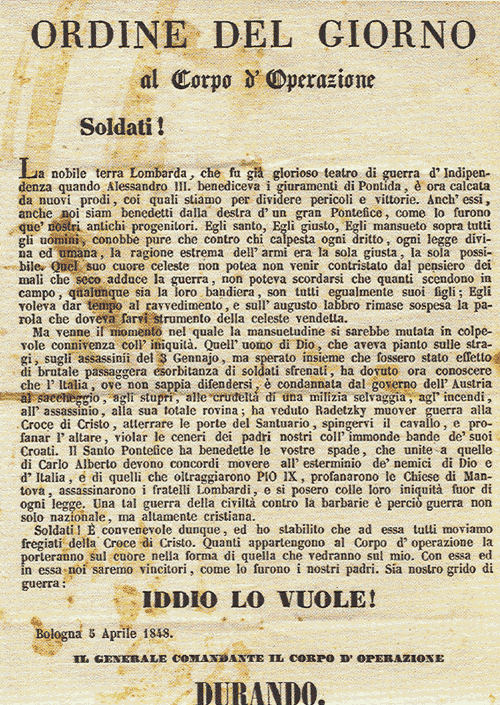
Ordine del giorno 5 aprile 1848 firmato dal generale Durando